# Белякович, Валерий Романович
Вале́рий Рома́нович Беляко́вич (26 августа 1950, Москва — 6 декабря 2016, Москва) — советский и российский театральный режиссёр, актёр и педагог, основатель, художественный руководитель и главный режиссёр Московского театра на Юго-Западе (с 1977 года), художественный руководитель Московского драматического театра им. Станиславского (2011—2013), театральный педагог, народный артист Российской Федерации (2002). Лауреат премии Московских профсоюзов деятелей искусств (1991), лауреат премии мэрии Москвы (2000). Лауреат Премии Правительства Российской Федерации в области культуры за цикл спектаклей «Шекспир на рубеже веков» (2010).

## Биография
В 1964 году поступил в ТЮМ (Театр юных москвичей), где играл до 1969 года. C 1969 по 1971 год служит в Советской армии.
В 1971 году был принят в труппу театра под руководством Геннадия Юденича. В 1974 году поставил спектакль «Женитьба Коли Гоголя» и вернулся в ТЮМ в качестве педагога. В 1976 году окончил филологический факультет МГЗПИ.
В 1977 году основал Театр-студию на Юго-Западе и поступил на режиссёрский факультет ГИТИСа, на курс Народного артиста СССР Бориса Равенских, который окончил в 1981 году. Учился вместе с Владимиром Гусинским.
В 1998—1999 годах являлся ведущим телевизионной программы «Суд идёт» на телеканале НТВ. В 1999 году — ведущий судебного шоу «Слушается дело» на телеканале РТР. В том же году являлся участником круглого стола «Выражается сильно российский народ!», где также принимали участие Людмила Улицкая, Галина Щербакова, Михаил Бутов, Елена Невзглядова, Валентин Непомнящий и Вера Павлова.
В 2011—2013 годах — художественный руководитель Московского драматического театра им. К. С. Станиславского.
Режиссёр-постановщик спектаклей в Театре на Юго-Западе, МХАТе им. М. Горького, Театре им. Гоголя, МТЮЗе, Новой опере и на сценах других городов России (Пензенский драматический театр, Нижегородский театр «Комедія», Белгородский драматический театр имени М. С. Щепкина, в США и Японии.
Был срочно госпитализирован из-за жалоб на плохое самочувствие и скоропостижно скончался, причиной смерти стала сердечная и лёгочная недостаточность.
Похоронен на Востряковском кладбище.
Был женат. Есть сын Роман (род. 1973), работал на телеканалах НТВ, ТВ-6 и ТВС режиссёром монтажа, впоследствии стал снимать документальные фильмы и проморолики для телевидения.

## Признание и награды
- Заслуженный артист РСФСР (8 июля 1991)
- Народный артист Российской Федерации (4 октября 2002)[10]
- Орден Дружбы (11 марта 2008)[11]
- Премия мэрии Москвы (2000).
- Премия Правительства Российской Федерации в области культуры (2010).

## Творчество

### Режиссёрские работы

#### Театр на Юго-Западе
- 1978 — «Уроки дочкам»
- 1979 — «Старый дом»
- 1979 — «Старые грехи»
- 1979 — «Женитьба»
- 1980 — «Мольер»
- 1980 — «Лекарь поневоле»
- 1980 — «Жаворонок»
- 1981 — «Встреча с песней»
- 1981 — «Эскориал»
- 1981 — «Игроки»
- 1981 — «Дракон»
- 1982 — «Театр Аллы Пугачёвой»
- 1982 — «Носороги»
- 1982 — «Владимир III степени»
- 1983 — «Штрихи к портрету»
- 1984 — «Три цилиндра»
- 1984 — «Самозванец»
- 1984 — «Гамлет»
- 1984 — «Ревизор»
- 1985 — «Школа любви»
- 1985 — «Трактирщица»
- 1985 — «Агент 00»
- 1985 — «Русские люди»
- 1986 — «Сёстры»
- 1986 — «С днём рождения, Ванда Джун!»
- 1986 — «Мандрагора»
- 1987 — «Собаки»
- 1987 — «Дураки»
- 1987 — «Последняя женщина сеньора Хуана»
- 1988 — «Трилогия»
- 1989 — «Калигула»
- 1989 — «Вальпургиева ночь»
- 1991 — «Птидепе»
- 1991 — «Король умирает»
- 1992 — «Укрощение строптивой»
- 1992 — «Ромео и Джульетта»
- 1993 — «Мастер и Маргарита»
- 1994 — «Слуга двух господ»
- 1994 — «Макбет»
- 1995 — «Ад — это другие»
- 1995 — «Священные чудовища»
- 1996 — «Страсти по Мольеру»
- 1996 — «Сон в летнюю ночь»
- 1996 — «На дне»
- 1999 — «Чайка»
- 1999 — «Три сестры»
- 1999 — «Братья»
- 1999 — «Щи»
- 1999 — DOSTOEVSKY-TRIP
- 2000 — «Конкурс»
- 2000 — Makarena
- 2001 — «Трёхгрошовая опера»
- 2001 — «Самоубийца»
- 2002 — «Анна Каренина — 2»
- 2002 — J.GAY-OPERA.RU
- 2003 — «Даёшь Шекспира!»
- 2003 — «Гамлет»
- 2004 — «Куклы»
- 2005 — «Слишком женатый таксист» Р. Куни
- 2005 — «Дракула»
- 2006 — «Требуется старый клоун»
- 2006 — «Опера нищих»
- 2006 — «Карнавальная шутка»
- 2007 — «Эти свободные бабочки»
- 2007 — «Царь Эдип»
- 2007 — «Комната Джованни»
- 2008 — «Вечер с бабуином»
- 2008 — «Укрощение строптивой»
- 2009 — «Чайка»
- 2010 — «Ревизор»
- 2010 — «Аккордеоны»
- 2010 — «Фотоаппараты»
- 2011 — «Баба Шанель»

#### Другие театры
- 1986 — «Где ты, Фери?» Московский театр юного зрителя
- 1986 — «Священные чудовища» Московский драматический театр имени Н. В. Гоголя
- 1987 — «Аристофан» Московский драматический театр имени Н. В. Гоголя
- 1987 — «Игроки» Московский драматический театр имени Н. В. Гоголя
- 1988 — «Мирандолина» Пензенский драматический театр
- 1988 — Дракон" Пензенский драматический театр
- 1988 — «И будет день» Московский Художественный академический театр имени М. Горького
- 1989 — «Дракон» Театр Иллинойсского университета (Чикаго)
- 1992 — «Собаки» Театр Иллинойсского университета (Чикаго)
- 1993 — «Ревизор» Театр Иллинойсского университета (Чикаго)
- 1993 — «Ромео и Джульетта» Театр «Тоуэн» (Токио)
- 1994 — «Ромео и Джульетта» Пензенский драматический театр
- 1994 — «Мастер и Маргарита» Театр Иллинойсского университета (Чикаго)
- 1995 — «Мастер и Маргарита» Пензенский драматический театр
- 1997 — «Мольер» Театр «Тоуэн» (Токио)
- 1997 — «Козьма Минин» Московский Художественный академический театр имени М. Горького
- 1997 — «Сон в летнюю ночь» Пензенский драматический театр
- 1998 — «Укрощение строптивой» Пензенский драматический театр
- 1998 — «Борис Годунов» Театр «Новая опера»
- 1998 — «На дне» Театр «Тоуэн» (Токио)
- 1999 — «На дне» Московский Художественный академический театр имени М. Горького
- 2000 — «Сон в летнюю ночь» Театр «Комедія» (Нижний Новгород)
- 2000 — «На дне» Пензенский драматический театр
- 2000 — «На дне» Театр «Комедія» (Нижний Новгород)
- 2002 — «Самоубийца» Театр «Комедія» (Нижний Новгород)
- 2002 — «Tabernaria» Театр «Комедія» (Нижний Новгород)
- 2002 — «Горячее сердце» Московский Художественный академический театр имени М. Горького
- 2003 — «Гамлет» Театр «Арт-Сфера» (Токио)
- 2003 — «Дураки» Театр «Комедія» (Нижний Новгород)
- 2004 — «Даешь Шекспира!» Театр «Комедія» (Нижний Новгород)
- 2004 — «Дракула» Русский независимый театр
- 2004 — «На дне» Театр Тоуэн (Токио)
- 2006 — «Ревизор» Театр «Комедія» (Нижний Новгород)
- 2006 — «Трактирщица» Театр Атриум (Чикаго)
- 2006 — «The Shelter» Театр «Одиссей» (Лос-Анджелес)
- 2007 — «Гамлет» Театр «Пикколо» (Амагасаки)
- 2008 — «Сон в летнюю ночь» МХАТ им. М. Горького
- 2008 — «Куклы» Театр «Комедія» (Нижний Новгород)
- 2009 — «Мастер и Маргарита» МХАТ им. М. Горького
- 2010 — «Ревизор» Пензенский драматический театр
- 2010 — «Слишком женатый таксист» Азербайджанский государственный русский драматический театр имени Самеда Вургуна (Баку)
- 2011 — «Куклы» Пензенский драматический театр
- 2011 — «Куклы» Белгородский государственный академический драматический театр имени М.С. Щепкина
- 2013 — «На дне» Белгородский государственный академический драматический театр имени М.С. Щепкина
- 2014 — «Ромео и Джульетта» Пензенский драматический театр

#### В кино
- 2001 — «Школа Этуалей»

### Актёрские работы
- «Мастер и Маргарита» — Воланд
- «Куклы» — Пигмалион
- «Братья» — АА
- «Король умирает» — Король Беранже I
- «Гамлет» — Клавдий
- «Что случилось в зоопарке?» — Джерри
- «Эскориал» — Король
- «Последняя женщина сеньора Хуана» — Сеньор Хуан
- «Мольер» — Мольер
- «Женитьба» — Подколёсин
- «Игроки» — Ихарев
- «С днём рождения, Ванда Джун!» — Гарольд Райен